# イズミット地震 (1999年)
1999年のイズミット地震（別名「トルコ北西部地震」「トルコ・コジャエリ地震」等）は、1999年8月17日3時02分（EET、現地時間）に、トルコ北西部で発生したマグニチュード7.6の地震である。37秒もの間ゆれ続け、1万7000人あまりが死亡し、およそ60万人が家を喪うなど震源のコジャエリ県イズミット市を中心に甚大な損害をもたらした。

## 損害
1999年10月19日、トルコ政府は被害者数を死者1万7127名、負傷者4万3959名と発表した。しかし多くの情報筋は実際の死者数は行方不明者を併せて4万5000名、負傷者も4万5000名と推定している。地震後、60万人が家を喪った。
揺れは、人口密度が高く工業地帯を擁するギョルジュク町を襲い精油所や海軍本部、兵器廠が炎上して人的・物的な被害に拍車をかけた。700トン以上の石油を貯えるテュプラシュ社（en:Tüpraş）の精油所の塔が倒壊・炎上したのである。鎮火には数日を要した。地震の震央から70km離れたイスタンブールでもかなりの被害があった。
トルコ軍の兵士には、親類の救出に45日間の休暇が与えられた。遺体は、疫病の発生を抑えるために速やかに集団墓地に埋葬された。

## 地質学
この地震は、デュズジェ県の県都デュズジェからイズミット湾（Gulf of İzmit）に沿ってマルマラ海へと延びる全長150kmの断層を有する。断層のずれは、5.7mに及んだ。
地震は北アナトリア断層（NAFZ）西側に沿って発生した。トルコの国土を主体とするアナトリアプレートは、北のユーラシアプレートと南のアフリカプレート・アラビアプレートによって、年2〜2.5cm、西に押し出されている。トルコの大地震は、NAFZまたは東部アナトリアの断層に沿った滑りから生じる。
津波も発生した。マルマラ海で3mの津波が観測された。
イスタンブールにおいて甚大な損害が生じたのは、主にAvcılar地区であった。Avcılar地区はマルマラ海にわたっている断層線上であり、主に海土から成る地面の上に築き上げられた都市であったため、地震に弱い都市であった。

## 国際的な反応
捜索チームやテント、ヘリコプター、医薬品といった国際援助が各国より届けられた。生存者の救出・掘削に始まり、負傷者や家を失った人々の援助も行われた。救助隊は災害の24〜48時間以内に送られ、生存者への援助はNGOと赤新月社を通して投入された。
各地域に派遣された救助隊の国籍は次のとおりである。
| 地区                   | 捜索隊・救助隊                                                                           |
| ---------------------- | ---------------------------------------------------------------------------------------- |
| Gölcük                 | ハンガリー、イスラエル、フランス、韓国                                                   |
| Yalova                 | 日本、ドイツ、ハンガリー、イスラエル、イギリス、フランス、オーストリア、ルーマニア、韓国 |
| Avcılar（Istanbul）    | ドイツ、ギリシャ                                                                         |
| İzmit（Kocaeli）       | ロシア、ハンガリー、フランス、ドイツ、オーストリア、スイス、アメリカ、アイスランド、韓国 |
| Sakarya                | ブルガリア、ドイツ、スペイン、エジプト                                                   |
| Düzce                  | イギリス                                                                                 |
| Bayrampasa（Istanbul） | イタリア                                                                                 |
| Kartal（Istanbul）     | アゼルバイジャン                                                                         |

救助隊を送り出した国は20ヶ国にのぼった。日本からは消防庁の国際消防救助隊と海上保安庁の隊員により編成された国際緊急援助隊救助チームが生存者1名を救出した。
国際赤十字と赤新月社は、犠牲者を助けるために450万ポンドが必要である旨を発表し、イギリスもトルコの赤新月社を助けるために5万ポンドの緊急補助金を発表した。毛布や医薬品、食物が、スタンステッド空港から空輸された。また、テムズウォーターのエンジニアが、給水の復旧を援助した。インドも、再建プロセスに助けるために3万2千のテントと200万ルピーを提供した。
アメリカのビル・クリントン大統領とパキスタンのナワーズ・シャリーフ首相は、破壊の状況調査と生存者との会合のために後にイスタンブールとイズミットを訪問した。